# Kolsva landskommun
Kolsva landskommun var en tidigare kommun i Västmanlands län.

## Administrativ historik
Den 1 januari 1939 (enligt beslut den 26 augusti 1938) sammanslogs de två kommunerna Bro och Malma för att bilda Bro och Malma landskommun. De två jordregistersocknarna Bro och Malma slogs genom samma beslut och från samma datum ihop för att bilda Bro och Malma socken.
Den 1 januari 1943 (enligt beslut den 28 augusti 1942) slogs församlingarna Bro och Malma ihop för att bilda Bro-Malma församling, och kommunen fick då namnet Bro-Malma landskommun och jordregistersocknen fick namnet Bro-Malma socken.
Enligt beslut 20 oktober 1950 fick församlingen, kommunen och jordregistersocknen namnet Kolsva.
Kommunreformen den 1 januari 1952 påverkade inte kommunen. 1 januari 1971 upphörde kommunen och uppgick i Köpings kommun.
Kommunkoden 1952-1970 var 1903.

### Kyrklig tillhörighet
I kyrkligt hänseende tillhörde kommunen först de två församlingarna Bro och Malma. 1 januari 1943 slogs dessa två ihop för att bilda Bro-Malma församling, som från 20 oktober 1950 kallades för Kolsva församling.

## Geografi
Kolsva landskommun omfattade den 1 januari 1952 en areal av 138,19 km², varav 132,22 km² land.

### Tätorter i kommunen 1960
I landskommunen fanns tätorten Kolsva, som hade 3 241 invånare den 1 november 1960. Tätortsgraden i kommunen var den 1 november 1960 74,8 procent.

## Näringsliv

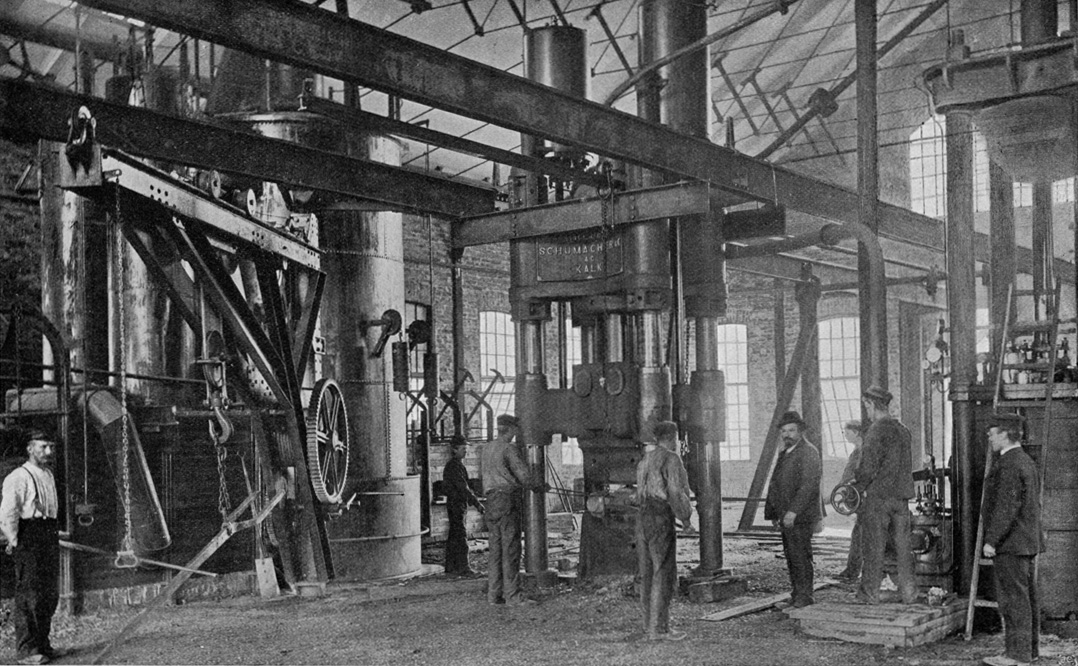
Kohlswa Jernverks AB.

Vid folkräkningen den 31 december 1950 var kommunens befolknings huvudnäring uppdelad på följande sätt:
- 66,7 procent av befolkningen levde av industri och hantverk
- 17,5 procent av jordbruk med binäringar
- 4,6 procent av handel
- 3,7 procent av offentliga tjänster m.m.
- 2,7 procent av samfärdsel
- 1,9 procent av husligt arbete
- 2,9 procent av ospecificerad verksamhet.

Av den förvärvsarbetande befolkningen hade 50,6 procent jobb inom metallindustrin.

## Politik

### Mandatfördelning i valen 1938-1966
| 3 | 16 | 4 | 2 |

| 24 |

| 3 | 17 | 4 |  |

| 24 |

| 4 | 16 | 3 |  |  |

| 23 |

|  | 19 | 3 |  |  |

| 23 |

| 2 | 17 | 2 | 2 | 2 |

| 22 |

| 2 | 17 | 3 |  | 2 |

| 21 | 4 |

| 2 | 18 | 3 |  |  |

| 21 | 4 |

| 2 | 17 | 3 | 2 |  |

| 21 | 4 |